# عمر العرباوي
الشيخ عمر العرباوي من رجالات الإصلاح والتعليم في الجزائر ومن أعضاء جمعية العلماء المسلمين الجزائريين ولد سنة 1907م بمنطقة أولاد سيدي عامر ببلدية سيدي عيسى بولاية المسيلة الجزائرية.

## نشأته
نشأ عمر العرباوي في أسرة متواضعة وهو ابن الشيخ صالح بن عبد الكريم الذي كان معلماً في الكتاتيب القرآنية، بدأ الشيخ تعليمه على يد والده وبعض المشايخ، ثمّ توجّه بعد ذلك إلى زاوية سيدي ساعد البوطويلي عند أخواله ببلدية شلالة العذاورة ولاية المدية فحفظ القرآن وعمره 15 سنة، ثم انتقل بعد ذلك إلى زاوية سيدي المهدي (ولاية البليدة) درس هناك القرآن وأحكامه وأصول الفقه، ولمّا تمّ تعليمه شرع في إعطاء الدروس لطلبة مدينة البليدة، انتقل بعدها إلى بئر خادم حيث أسّس هناك مدرسة لتعليم مبادئ الإسلام واللغة العربية.

## مع جمعية العلماء
اتصل بالشيخ الطيب العقبي وتأثّر بحركته الإصلاحية، ثم اتصل فيما بعد بأعضاء جمعية العلماء المسلمين، فأصبح عضوا نشيطا فيها، قام بتربية مجموعة من الطلبة بمدينة السحاولة حيث كانت إقامته مدّة من الزمن، انتقل بعدها إلى باب الواد وبلكور، فعلّم في مدارسها وأعطى دروسا في الوعظ والإرشاد في مساجدها إلى سنة 1955.
في شهر رمضان بالضبط ألقت السلطات الاستعمارية عليه القبض وهو يصلي بالناس صلاة الجمعة في المسجد العتيق ببلكور بحجّة أنّّه كان يحثّ الناس ويدعوهم إلى الالتحاق بصفوف جيش التحرير الوطني والجهاد في سبيل الله، فاستنطق وعذّب عذابا شديدا ونقل إلى سجن البرواقية ففتح مدرسة يعلّم المسجونين اللغة العربية والعلوم الشرعية، وبقي هناك مدّة 3 سنوات حيث. نقل بعدها إلى معتقل «بوسوّي» أين التقى بالشيخ أحمد سحنون والشيخ مصباح، اقتيد بعدها إلى معتقل «أركول» فبقي هناك حتّى أواخر سنة 1961 حيث أفرج عنه، وبقي تحت الإقامة الجبرية حتّى عهد الاستقلال.

## بعد الاستقلال
انخرط عمر العرباوي في صفوف المعلمين وواصل مهمة الوعظ والإرشاد بمساجد العاصمة وضواحيها إلى غاية 1967، انتقل بعدها إلى الحراش فاستقرّ بها وركّز إصلاحه في هذه الفترة على تكوين الشباب وغرس العقيدة الإسلامية السليمة، وتوجيههم توجيها صالحا إلى سنة 1975.
وبعد التقاعد قضى عمر العرباوي الفترة الأخيرة من حياته في التأليف والوعظ والإرشاد ومطالعة الكتب كما كان له موقف مشهود سنة 1977 إذ منع عرض مسرحية «محمد خذ حقيبتك» التي قيل عنها أنّها كانت تشتم الإسلام والمسلمين، وكرّر هذا الموقف سنة 1980 بالجزائر «المسرح الوطني الجزائري».
أدّى الشيخ العرباوي فريضة الحج واعتمر مرات عديدة ولم يتوقف نشاطه حتى وافته المنية.

## وفاته
توفي صبيحة يوم الأحد 9 ربيع الأول 1405هـ الموافق لـ 2 ديسمبر 1984 وقد شيعت جنازته يوم الإثنين بمقبرة سيدي رزين «طريق براقي» حيث حضرها عشرات الآلاف من المسلمين قدموا من كلّ حدب وصوب، بما فيهم بعض رموز الدعوة الإسلامية في الجزائر كالشيخ أحمد سحنون والشيخ عباسي مدني والشيخ محفوظ نحناح[بحاجة لمصدر].

## مواضيع ذات صلة
- المرجعية الدينية الجزائرية